# Brucerolis bromleyana
Brucerolis bromleyana là một loài chân đều trong họ Serolidae. Loài này được Suhm miêu tả khoa học năm 1874.